# Cercami (Renato Zero)
Cercami è un singolo di Renato Zero pubblicato nel 1998 da Fonòpoli in formato CD, secondo estratto dall'album Amore dopo amore, composto da Gianluca Podio e Renato Zero.

## Il disco
Il singolo, tra i più conosciuti del cantante romano, è stato pubblicato il 4 giugno 1998 ed è rimasto per 8 settimane (non consecutive) nella top dieci, fino al 20 agosto 1998.

## Tracce
1. Cercami – 5:44
2. Appena in tempo – 6:20

## Classifiche
| Classifica (1998) | Posizione massima |
| ----------------- | ----------------- |
| Italia            | 3                 |

### Classifiche di fine anno
| Classifica (1998) | Posizione |
| ----------------- | --------- |
| Italia            | 56        |